# Nuoto ai Giochi della XIX Olimpiade - 400 metri stile libero femminili
La competizione dei 400 metri stile libero femminili di nuoto ai Giochi della XIX Olimpiade si è svolta nei giorni 19 e 20 ottobre 1968 alla Piscina Olímpica Francisco Márquez di Città del Messico.

## Programma
| Data            | Round      | Note                           |
| --------------- | ---------- | ------------------------------ |
| 19 ottobre 1968 | 6 Batterie | I migliori 8 tempi alla finale |
| 20 ottobre      | Finale     |                                |

## Risultati

### Batterie
| Pos. | Atleta               | Nazione      | Totale | Pos F |
| ---- | -------------------- | ------------ | ------ | ----- |
| 1    | María Teresa Ramírez | Messico      | 4'43"9 | 4 Q   |
| 2    | Gabriele Wetzko      | Germania Est | 4'49"8 | 7 Q   |
| 3    | Laura Vaca           | Messico      | 4'53"3 | 11    |
| 4    | Helen Elliott        | Filippine    | 4'59"9 | 16    |
| 5    | Shen Bao-Ni          | Taiwan       | 5'41"8 | 29    |

| Pos. | Atleta            | Nazione       | Totale | Pos F |
| ---- | ----------------- | ------------- | ------ | ----- |
| 1    | Debbie Meyer      | Stati Uniti   | 4'35"0 | 1 Q   |
| 2    | Norma Amezcua     | Messico       | 5'00"5 | 17    |
| 3    | Dominique Mollier | Francia       | 5'00"5 | 18    |
| 4    | Sheila Clayton    | Gran Bretagna | 5'08"0 | 23    |

| Pos. | Atleta          | Nazione       | Totale | Pos F |
| ---- | --------------- | ------------- | ------ | ----- |
| 1    | Pam Kruse       | Stati Uniti   | 4'45"2 | 5 Q   |
| 2    | Marjatta Hara   | Finlandia     | 4'53"0 | 10    |
| 3    | Olga de Ángulo  | Colombia      | 5'08"6 | 24    |
| 4    | Sally Davison   | Gran Bretagna | 5'11"2 | 25    |
| 5    | Lylian Castillo | Uruguay       | 5'30"2 | 28    |
| 6    | Lorna Blake     | Porto Rico    | 5'54"7 | 30    |

| Pos. | Atleta              | Nazione       | Totale | Pos F |
| ---- | ------------------- | ------------- | ------ | ----- |
| 1    | Linda Gustavson     | Stati Uniti   | 4'41"4 | 3 Q   |
| 2    | Marie-José Kersaudy | Francia       | 4'57"3 | 12    |
| 3    | Kristina Moir       | Porto Rico    | 4'57"7 | 13    |
| 4    | Susan Williams      | Gran Bretagna | 5'02"7 | 21    |
| 5    | Emilia Figueroa     | Uruguay       | 5'21"0 | 26    |

| Pos. | Atleta                     | Nazione   | Totale | Pos F |
| ---- | -------------------------- | --------- | ------ | ----- |
| 1    | Karen Moras                | Australia | 4'39"6 | 2 Q   |
| 2    | Elisabeth Ljunggren-Morris | Svezia    | 4'51"6 | 8 Q   |
| 3    | Novella Calligaris         | Italia    | 4'59"4 | 15    |
| 4    | Consuelo Changanaqui       | Perù      | 5'02"9 | 22    |
| 5    | Silvana Asturias           | Guatemala | 5'25"6 | 27    |

| Pos. | Atleta           | Nazione   | Totale | Pos F |
| ---- | ---------------- | --------- | ------ | ----- |
| 1    | Angela Coughlan  | Canada    | 4'47"4 | 6 Q   |
| 2    | Denise Langford  | Australia | 4'52"2 | 9     |
| 3    | Eva Sigg         | Finlandia | 4'58"5 | 14    |
| 4    | Christine Deakes | Australia | 5'01"5 | 19    |
| 5    | Patricia Olano   | Colombia  | 5'01"8 | 20    |

### Finale
| Pos.    | Atleta                     | Nazione      | Totale | Nota            |
| ------- | -------------------------- | ------------ | ------ | --------------- |
| Oro     | Debbie Meyer               | Stati Uniti  | 4'31"8 | Record olimpico |
| Argento | Linda Gustavson            | Stati Uniti  | 4'35"5 |                 |
| Bronzo  | Karen Moras                | Australia    | 4'37"0 |                 |
| 4       | Pam Kruse                  | Stati Uniti  | 4'37"2 |                 |
| 5       | Gabriele Wetzko            | Germania Est | 4'40"2 |                 |
| 6       | María Teresa Ramírez       | Messico      | 4'42"2 |                 |
| 7       | Angela Coughlan            | Canada       | 4'51"9 |                 |
| 8       | Elisabeth Ljunggren-Morris | Svezia       | 4'53"8 |                 |